# Thiratoscirtus cinctus
Thiratoscirtus cinctus là một loài nhện trong họ Salticidae.
Loài này thuộc chi Thiratoscirtus. Thiratoscirtus cinctus được Tord Tamerlan Teodor Thorell miêu tả năm 1899.